# Asienspiele 2018/Rudern
Bei den Asienspielen 2018 in Jakarta, der Hauptstadt Indonesiens, und der Stadt Palembang wurden vom 19. bis 24. August 2018 15 Wettbewerbe im Rudern ausgetragen. Acht Wettbewerbe für Männer und  sieben Wettbewerbe für Frauen.
Teilnahmeberechtigt war eine Mannschaft je Wettbewerbsklasse aus allen 45 Nationen, die an den Asienspielen 2018 teilnahmen.
Insgesamt meldeten 24 Nationen mit 252 Sportlern und 125 Booten in die 15 Bootsklassen. Die größte Mannschaft stellte dabei Indonesien mit 27 Sportlern.
Die Wettbewerbe wurden auf dem Jakabaring-See ausgetragen. Die Regattastrecke ist Teil des Jakabaring Sportkomplexes in Palemberg.
Im Vergleich zu den Asienspielen 2014 gab es drei Änderungen im Wettkampfprogramm. Der Achter der Männer wurde aus dem Programm gestrichen. Dafür wurde der Zweier ohne Steuermann und der Leichtgewichts-Achter der Männer neu in den Wettbewerb aufgenommen. Das Wettkampfprogramm wurde am 6. März 2017 offiziell bekanntgegeben.
Die ausgeschriebenen Wettbewerbe unterscheiden sich stark von den Wettkampfprogrammen bei den Olympischen Sommerspielen oder Weltmeisterschaften. In der offenen Klasse ist nur China international konkurrenzfähig, in vielen anderen asiatischen Ländern rudern hauptsächlich kleine und leichte Athleten und Athletinnen. Das führt dazu, dass die Verbände bei der Gestaltung der Asienspiele im Rudern olympische Bootsklassen wie den Vierer ohne Steuermann oder den Achter nicht im Programm haben wollen. Dafür aber der Leichtgewichts-Vierer ohne Steuermann im Programm ist, der international bei den Weltmeisterschaften 2015 beziehungsweise den Olympischen Sommerspielen 2016 letztmals ausgefahren wurde und deshalb in Europa nach den Europameisterschaften 2017 aus dem Programm gestrichen wurde. Ebenfalls gegen den internationalen Trend ist die Einführung des Leichtgewichts-Achters, der nach der Weltmeisterschaft 2015 aus dem Programm internationaler Wettbewerbe gestrichen wurde.

## Wettbewerbe und Zeitplan
| Wettbewerbe und Zeitplan Rudern       | Wettbewerbe und Zeitplan Rudern | Wettbewerbe und Zeitplan Rudern | Wettbewerbe und Zeitplan Rudern | Wettbewerbe und Zeitplan Rudern | Wettbewerbe und Zeitplan Rudern | Wettbewerbe und Zeitplan Rudern | Wettbewerbe und Zeitplan Rudern | Wettbewerbe und Zeitplan Rudern | Wettbewerbe und Zeitplan Rudern |
| Wettbewerbe                           | Kürzel                          | Boote                           | Athleten                        | August                          | August                          | August                          | August                          | August                          | August                          |
| Frauen                                |                                 |                                 |                                 | So., 19.                        | Mo., 20.                        | Di., 21.                        | Mi., 22.                        | Do., 23.                        | Fr., 24.                        |
| ------------------------------------- | ------------------------------- | ------------------------------- | ------------------------------- | ------------------------------- | ------------------------------- | ------------------------------- | ------------------------------- | ------------------------------- | ------------------------------- |
| Einer                                 | W1x                             | 12                              | 12                              | VL                              |                                 | HL                              |                                 |                                 |                                 |
| Leichtgewichts-Einer                  | LW1x                            | 6                               | 6                               |                                 | VL                              |                                 |                                 |                                 |                                 |
| Doppelzweier                          | W2x                             | 7                               | 14                              | VL                              |                                 |                                 |                                 |                                 |                                 |
| Leichtgewichts-Doppelzweier           | LW2x                            | 6                               | 12                              |                                 | VL                              |                                 |                                 |                                 |                                 |
| Leichtgewichts-Doppelvierer           | LW4x                            | 7                               | 28                              | VL                              |                                 | HL                              |                                 |                                 |                                 |
| Zweier ohne Steuerfrau                | W2-                             | 9                               | 18                              | VL                              |                                 | HL                              |                                 |                                 |                                 |
| Vierer ohne Steuerfrau                | W4-                             | 7                               | 28                              |                                 | VL                              |                                 | HL                              |                                 |                                 |
| Männer                                |                                 |                                 |                                 | So., 19.                        | Mo., 20.                        | Di., 21.                        | Mi., 22.                        | Do., 23.                        | Fr., 24.                        |
| Einer                                 | M1x                             | 13                              | 13                              | VL                              |                                 | HL                              |                                 |                                 |                                 |
| Leichtgewichts-Einer                  | LM1x                            | 11                              | 11                              |                                 | VL                              |                                 | HL                              |                                 |                                 |
| Doppelzweier                          | M2x                             | 10                              | 20                              | VL                              |                                 | HL                              |                                 |                                 |                                 |
| Leichtgewichts-Doppelzweier           | LM2x                            | 8                               | 16                              |                                 | VL                              |                                 | HL                              |                                 |                                 |
| Doppelvierer                          | M4x                             | 9                               | 36                              |                                 | VL                              |                                 | HL                              |                                 |                                 |
| Zweier ohne Steuermann                | M2-                             | 6                               | 12                              | VL                              |                                 |                                 |                                 |                                 |                                 |
| Leichtgewichts-Vierer ohne Steuermann | LM4-                            | 7                               | 28                              | VL                              |                                 | HL                              |                                 |                                 |                                 |
| Leichtgewichts-Achter                 | LM8+                            | 7                               | 63                              |                                 | VL                              |                                 | HL                              |                                 |                                 |

| VL | Vorlauf | HL | Hoffnungslauf |  | Finale |

## Ergebnisse
Hier sind die Medaillengewinner aus den A-Finals aufgelistet. Diese waren mit sechs Booten besetzt, die sich über Vor- und Hoffnungsläufe sowie Viertel- und Halbfinals für das Finale qualifizieren mussten. Die Streckenlänge betrug in allen Läufen 2000 Meter.

### Männer
| Bootsklasse                                  | Gold | Gold    | Silber | Silber  | Bronze | Bronze  |
| -------------------------------------------- | --- | ------- | --- | ------- | --- | ------- |
| Einer (M1x)                                  | Volksrepublik China Zhang Liang | 7:25,36 | Südkorea Kim Dong-yong | 7:30,86 | Japan Ryuta Arakawa | 7:35,29 |
| Leichtgewichts-Einer (LM1x)                  | Südkorea Park Hyun-su | 7:12,86 | Hongkong Chiu Hin Chun | 7:14,16 | Indien Dushyant Chauhan | 7:18,76 |
| Doppelzweier (M2x)                           | Usbekistan Kholmurzaev Shakhboz Abdujabborov Shakhboz                                                                                                 | 6:48,19 | Volksrepublik China Zhang Zhiyuan Chen Sensen | 6:48,65 | Thailand Prem Nampratueng Jaruwat Saensuk | 6:49,82 |
| Leichtgewichts-Doppelzweier (LM2x)           | Japan Masayuki Miyaura Masahiro Takeda | 7:01,70 | Südkorea Kim Byung-hoon Lee Min-hyuk | 7:03,22 | Indien Rohit Kumar Bhagwan Singh | 7:04,61 |
| Doppelvierer (M4x)                           | Indien Sawarn Singh Dattu Baban Bhokanal Om Prakash Sukhmeet Singh                                                                                    | 6:17,13 | Indonesien Kakan Kusmana Edwin Ginanjar Rudiana Sulpianto Sulpianto Memo Memo | 6:20,58 | Thailand Piyapong Arnunamang Methasit Phromphoem Prem Nampratueng Jaruwat Saensuk                                                                            | 6:22,41 |
| Zweier ohne Steuermann (M2-)                 | Volksrepublik China Li Xiaoxiong Zhao Jingbin | 7:04,07 | Usbekistan Sardor Tulkinkhujaev Alisher Turdiev | 7:06,11 | Japan Yoshihiro Otsuka Yuta Takano | 7:10,53 |
| Leichtgewichts-Vierer ohne Steuermann (LM4-) | Volksrepublik China Xiong Xiong Lyu Fanpu Zhao Chao Zhou Xuewu                                                                                        | 6:28,07 | Indonesien Ali Buton Ferdiansyah Ferdiansyah Ihram Ihram Ardi Isadi | 6:31,08 | Usbekistan Islambek Mambetnazarov Shehroz Hakimov Otamurod Rakhimov Zafar Usmonov                                                                            | 6:38,40 |
| Leichtgewichts-Achter (M8+)                  | Indonesien Tanzil Hadid Muhad Yakin Rio Rizki Darmawan Jefri Ardianto Ali Buton Ferdiansyah Ferdiansyah Ihram Ihram Ardi Isadi Ujang Hasbulloh (Stm.) | 6:08,88 | Usbekistan Islambek Mambetnazarov Anatoliy Krasnov Alisher Yarov Shehroz Hakimov Shokhjakhon Najmiev Zafar Usmonov Otamurod Rakhimov Dostonjon Bahriev Dostonjon Khursanov (Stm.) | 6:12,46 | Hongkong Liu Kang Yue Kenneth Chau Yee Ping Wong Pak Yan James Tang Chiu Mang Lam San Tung Yuen Yun Lam Leung Chun Shek Wong Wai Kin Cheung Ming Hang (Stm.) | 6:14,46 |

### Frauen
| Bootsklasse                        | Gold                                                          | Gold    | Silber                                                           | Silber  | Bronze                                                                              | Bronze  |
| ---------------------------------- | ------------------------------------------------------------- | ------- | ---------------------------------------------------------------- | ------- | ----------------------------------------------------------------------------------- | ------- |
| Einer (W1x)                        | Volksrepublik China Chen Yunxia                               | 8:08,21 | Chinesisch Taipeh Huang Yi-ting                                  | 8:16,14 | Kasachstan Alexandra Opatschanowa                                                   | 8:19,32 |
| Leichtgewichts-Einer (LW1x)        | Volksrepublik China Pan Dandan                                | 8:05,79 | Iran Nazanin Malaei                                              | 8:19,28 | Hongkong Lee Ka Man                                                                 | 8:27,21 |
| Doppelzweier (W2x)                 | Volksrepublik China Jiang Yan Li Jingjing                     | 7:33,55 | Südkorea Kim Seul-gi Kim Ye-ji                                   | 7:34,73 | Iran Maryam Karami Parisa Ahmadi                                                    | 7:35,45 |
| Leichtgewichts-Doppelzweier (LW2x) | Volksrepublik China Liang Guoru Wu Qiang                      | 7:33,55 | Iran Nazanin Rahmani Maryam Omidiparsa                           | 7:34,73 | Thailand Matinee Raruen Phuttharaksa Neegree                                        | 7:35,45 |
| Leichtgewichts-Doppelvierer (LW4x) | Vietnam Lương Thị Thảo Hồ Thị Lý Tạ Thanh Huyền Phạm Thị Thảo | 7:01,11 | Iran Maryam Karami Mahsa Javar Nazanin Rahmani Maryam Omidiparsa | 7:04,38 | Südkorea Jung Hye-ri Ku Bo-yeun Choi Yu-ri Ji Yoo-jin                               | 7:06,22 |
| Zweier ohne Steuerfrau (W2-)       | Volksrepublik China Ju Rui Lin Xinyu                          | 7:55,50 | Südkorea Jeon Seo-yeong Kim Seo-hee                              | 8:00,25 | Indonesien Julianti Julianti Yayah Rokayah                                          | 8:03,95 |
| Vierer ohne Steuerfrau (W4-)       | Volksrepublik China Yi Liqin Guo Linlin Zhang Min Wang Fei    | 7:05,50 | Vietnam Đinh Thị Hảo Trần Thị An Lê Thị Hiền Phạm Thị Huế        | 7:14,52 | Indonesien Chelsea Corputty Wa Ode Fitri Rahmanjani Julianti Julianti Yayah Rokayah | 7:19,02 |

## Medaillenspiegel
| Platz | Land                | Gold | Silber | Bronze | Gesamt |
| ----- | ------------------- | ---- | ------ | ------ | ------ |
| 1     | Volksrepublik China | 9    | 1      | —      | 10     |
| 2     | Südkorea            | 1    | 4      | 1      | 6      |
| 3     | Indonesien          | 1    | 2      | 2      | 5      |
| 4     | Usbekistan          | 1    | 2      | 1      | 4      |
| 5     | Vietnam             | 1    | 1      | —      | 2      |
| 6     | Indien              | 1    | —      | 2      | 3      |
| 6     | Japan               | 1    | —      | 2      | 3      |
| 8     | Iran                | —    | 3      | 1      | 4      |
| 9     | Hongkong            | —    | 1      | 2      | 3      |
| 10    | Chinesisch Taipeh   | —    | 1      | —      | 1      |
| 11    | Thailand            | —    | —      | 3      | 3      |
| 12    | Kasachstan          | —    | —      | 1      | 1      |
| Summe | Summe               | 15   | 15     | 15     | 45     |